# Cyclopeltis latupana
Cyclopeltis latupana là một loài dương xỉ trong họ Lomariopsidaceae. Loài này được Alderw. mô tả khoa học đầu tiên năm 1914.
Danh pháp khoa học của loài này chưa được làm sáng tỏ. 